# Titicacapadda
Titicacapadda (Telmatobius culeus), även kallad Titicacagroda, är ett groddjur som är endemiskt för Titicacasjön, en sjö i Anderna på gränsen mellan Peru och Bolivia. Den är av IUCN rödlistad som akut hotad.

## Kännetecken
Titicacapaddan har ett helt akvatiskt levnadssätt och är på flera sätt speciellt anpassad till att leva i Titicacasjöns syrefattiga, kalla vatten. För att underlätta dykning är lungorna små och det mesta syre den behöver tar den upp genom sin påfallande veckade och rikt blodkärlsförsedda hud. Den veckade huden är ett av artens främsta yttre kännetecken och hudveckens funktion är att öka kroppsytan och därmed förmåga att ta upp syre. En annan anpassning till ett liv i syrefattigt vatten är att dess blod är mycket rikt på syreupptagande blodceller.

## Hotbild
Titicacapaddan har gått från att tidigare ha varit vanlig i Titicacasjön till att numera vara sällsynt eller helt försvunnen från många områden. Populationens minskning beräknades i rödlistningen vara över 80 procent över tre generationer. Orsakerna till tillbakagången är främst överexploatering genom alltför omfattande fångst av de fullvuxna djuren, habitatförstörelse och hot från introducerade arter, som inplanterade fiskar vilka äter upp Titicacapaddans yngel. Försök att få infångade individer att fortplanta sig i fångenskap omkring Titicacasjön har generellt sett ännu inte varit framgångsrika.